# Sokolnitsjeskaja-lijn
De Sokolnitsjeskaja-lijn (Russisch: Сокольническая линия) is de oudste metrolijn van de metro van Moskou. Op plattegronden staat de lijn aangegeven in de kleur rood. De lijn loopt van metrostation Boelvar Rokossovskogo naar metrostation Kommoenarka. De metrolijn telt 26 stations en het traject heeft een totale lengte van 44,1 kilometer.
Dagelijks reizen er met deze metrolijn 1,7 miljoen passagiers.

## Geschiedenis
De bouw van de Sokolnitsjeskaja-lijn, de eerste metrolijn van Moskou, begon in 1932. Voor de bouw werd voornamelijk de Berlijnse openbouwput methode toegepast, op korte stukken werden ook technieken uit Parijs toegepast en uit Londen werd een boorschild ingevoerd voor enkele geboorde delen. Het traject liep van het Sokolniki park in het noordoosten via de binnenstad naar het Krimplein bij de brug naar Gorkipark. Naast de hoofdlijn was er een aftakking richting het westen die bij Ochotny Rjad van de hoofdlijn afboog. Op 15 mei 1935 werd de metro geopend en de aftakking werd op 20 maart 1937 verlengd naar het Kiev station. Op 13 maart 1938 werd de splitsing gesloten en werd de zijlijn gekoppeld aan een nieuwe tunnel naar het Koersk station, waarmee de tweede lijn (lijn 3) een feit was. 

### Naar de Universiteit
In de tien jaar na de opening van de eerste lijn werd vooral gewerkt aan de bouw van de lijnen 2 en 3. Na afloop van de Tweede Wereldoorlog werden andere projecten ter hand genomen, waaronder de nieuwbouw voor de universiteit die in 1953 werd geopend en het Leninstadion dat in 1955 en 1956 werd opgetrokken.
De verlenging van de Sokolnitsjeskaja-lijn naar deze accommodaties ten zuiden van het centrum werd nog ten tijde van Stalin begonnen en de eerste twee stations ten zuiden van Park Koeltoery zijn dan ook nog gebouwd in de rijkelijke versierde stijl uit de tijd van Stalin. Het laatst gebouwde station in deze stijl was Sportivnaja. De kruising met de Moskva kwam op 12 januari 1959 tot stand met het station Leninheuvels, thans Vorobjovy Gory, dat in een brug is geïntegreerd. Doordat bij de bouw van de brug zoutwater gebruikt is bij het mengen van het beton was de brug in recordtijd gereed, maar het had tot gevolg dat het station in 1983 voor bijna 20 jaar gesloten moest worden om de, inmiddels door corrosie aangetaste, brug en het station veilig te maken. Het station Oeniversitet werd eveneens op 12 januari 1959 geopend en was gedurende vier jaar het zuidelijkste station van het metronet. 

### Na 1960
In de jaren 60 van de twintigste eeuw is de lijn zowel aan de noordkant als aan de zuidkant verlengd. In 1963 werd de verlenging met twee stations in zuidwestelijke richting geopend en in 1965 volgde de verlenging over de brug over de Jaoeza ten oosten van Sokolniki. De betreffende stations zijn uitgevoerd in de badkamerstijl die kenmerkend is voor de ondergrondse stations uit de periode 1960-1980. In 1965 was een verdere verlenging met twee takken in het noordoosten van de stad gepland. Hierbij zouden de beide takken de geplande Grote Ringlijn kruisen op het eerste station ten oosten van Preobrazjenskaja Plosjtsjad. De noordelijke tak naar Metrogorodok en de Grote Ringlijn werden geschrapt, de betreffende kruisingsstations werden echter wel gebouwd zij het op het tracé van de Grote Ringlijn. Via een verbindingsboog zijn ze op lijn 1 aangesloten en op 1 augustus 1990 werden ze als noordelijke verlenging in gebruik genomen. 

### Verder naar het zuiden
Na het uiteenvallen van de Sovjet-Unie duurde het tot 2014 voordat lijn 1 verder verlengd werd. In 2012 annexeerde Moskou twee Okroegen ten zuiden van de MKAD en lijn 1 moest dan ook verlengd worden tot in de nieuwe gebieden. Op 15 februari 2016 werd Salarjevo als 200ste station geopend. Bij de opening van het station kondigde de Moskouse burgemeester een verdere verlenging aan. Deze verlenging naar Kommoenarka omvat vier stations die op 20 juni 2019 geopend zijn. Het nieuwe eindpunt Kommoenarka krijgt tevens een overstap op de Kommoenarka-radius die na 2020 zal worden geopend. Aanvankelijk was het nieuwe depot voor lijn 1 direct ten zuiden van Salarjevo gepland, na bezwaren van landeigenaren werd de locatie naar het zuidoosten verplaatst. Deze locatie stuitte na de bouw van de toeritten op technische problemen en de bouw op de tweede locatie werd begin 2018 stilgelegd. Volgens de plannen in 2019 wordt het nieuwe depot nu gebouwd ten zuiden van station Kommoenarka, zodat het ook gebruikt kan worden voor de toekomstige Kommoenarskaja-lijn.

## Stations
| Station                     | Overstappunt                                           | Foto | Geopend          | Nr. | Opmerkingen |
| --------------------------- | ------------------------------------------------------ | ---- | ---------------- | --- | --- |
| Boelvar Rokossovskogo       |                                                        |      | 1 aug 1990       | 001 | Geopend als Oelitsa Podbelskogo op 8 juli 2014 omgedoopt in Boelvar Rokossovskogo |
| Tsjerkizovskaja             | (Lokomotiv)                                            |      | 1 aug 1990       | 002 | |
| Preobrazjenskaja Plosjtsjad |                                                        |      | 31 dec 1965      | 003 | |
| Sokolniki                   |                                                        |      | 15 mei 1935      | 004 | |
| Krasnoselskaja              |                                                        |      | 15 mei 1935      | 005 | |
| Komsomolskaja               | BKV vonat symbol · BKV vonat symbol · BKV vonat symbol |      | 15 mei 1935      | 006 | |
| Krasnieje Vorota            |                                                        |      | 15 mei 1935      | 007 | Van 29 mei 1962 tot 25 augustus 1986 droeg dit station de naam Lermontovskaja ter ere van de Russische schrijver Michael Lermontov. |
| Tsjistieje Proedy           | (Toergenevskaja) (Sretenski Boelvar)                   |      | 15 mei 1935      | 008 | Geopend als Kirovskaja, op 5 november 1990 omgedoopt in Tsjistiedje Proedy (Reine vijvers). In 1992 is korte tijd de naam Mjasnitskaja gebruikt. |
| Loebjanka                   | (Koeznetski Most)                                      |      | 15 mei 1935      | 009 | Geopend als Plosjtsjad Dzerzjinskogo, later Dzerzjinskaja. Op 5 november 1990 omgedoopt in Loebjanka |
| Ochotny Rjad                | (Teatralnaja) (Plosjtsjad Revoljoetsi)                 |      | 15 mei 1935      | 010 | Gebouwd als Ochotnyriadskaja, geopend als Ochotny Rjad. Tussen 25 november 1955 en 1957 heette het station Imeni Kagonovitsja. Op 30 november 1961 werd het station omgedoopt in Prospekt Marxa, op 5 juni 1990 is de naam terug veranderd in Ochotny Rjad. |
| Biblioteka Imeni Lenina     | (Arbatskaja) (Arbatskaja) (Borovitskaja)               |      | 15 mei 1935      | 011 | |
| Kropotkinskaja              |                                                        |      | 15 mei 1935      | 012 | Geopend als Dvorets Sovietov (Sovjet Paleis). Na het overlijden van Stalin werd de bouw van het Sovjet Paleis afgeblazen en op 8 oktober 1957 werd het station genoemd naar een beroemde buurtbewoner, de geograaf Peter Kropotkin.                         |
| Park Koeltoery              |                                                        |      | 15 mei 1935      | 013 | Gebouwd als Krimskaja, geopend als Tsentralnyi Park Koeltoery i Otdykha imeni Gorkovo, in verband met de Olympische Spelen in 1980 ingekort tot Park Koeltoery                                                                                              |
| Froenzenskaja               |                                                        |      | 1 mei 1957       | 014 | gesloten op 2 januari 2016, heropend op 29 december 2016 |
| Sportivnaja                 | (Loezjniki)                                            |      | 1 mei 1957       | 015 | |
| Vorobjovy Gory              |                                                        |      | 12 jan 1959      | 016 | Geopend als Leninskije Gory (Lenin Heuvels), gesloten op 20 oktober 1983 wegens corrosie, heropend na reparatie op 14 december 2002 als Vorobjovy Gory (Mussen Heuvels)                                                                                     |
| Oeniversitet                |                                                        |      | 12 jan 1959      | 017 | |
| Prospekt Vernadskogo        |                                                        |      | 30 dec 1963      | 018 | |
| Joego-Zapadnaja             |                                                        |      | 30 dec 1963      | 019 | |
| Troparevo                   |                                                        |      | 8 dec 2014       |     | |
| Roemjantsevo                |                                                        |      | 18 jan 2016      |     | |
| Salarjevo                   |                                                        |      | 15 feb 2016      |     | |
| Filatov Loeg                |                                                        |      | 20 juni 2019     |     | |
| Prokshino                   |                                                        |      | 20 juni 2019     |     | |
| Olchovaja                   |                                                        |      | 20 juni 2019     |     | |
| Kommoenarka                 |                                                        |      | 20 juni 2019     |     | |
| Potapovo                    |                                                        |      | 5 september 2024 |     | |